# Nikkei CNBC
Nikkei CNBC (tiếng Nhật: 日経CNBC) là kênh truyền hình tài chính được phát sóng tại Nhật Bản. Kênh thuộc sở hữu của ba nhà đài lớn là CNBC Asia, Nikkei, Inc và TV Tokyo Holdings Corporation.

## Các chương trình truyền hình
- Tokyo Squawk Box (TOKYOスクワークボックス)
- Tokyo Power Lunch (TOKYOパワーランチ)
- Tokyo Update (TOKYOアップデート)
- Tokyo Market Wrap (TOKYOマーケットラップ)
- Weekly Wrap (ウィークリーラップ)
- Business Today (ビジネスTODAY)
- Tokyo Morning Express (TOKYOモーニングExpress)
- Tokyo Market Express (TOKYOマーケットラExpress)
- Nikkei CNBC Express (日経CNBC Express)
- Tokyo Market Watch (TOKYOマーケットウォッチ)
- China Market Flash (中国株式Flash)
- Asia Express (ASIAエクスプレス)
- News Zone
- News Core
- NIKKEI Japan Report